# Anthony Casso

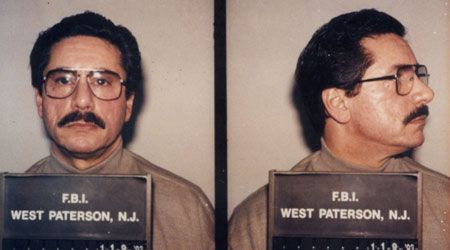
Anthony Casso

Anthony „Gaspipe“ Casso (* 21. Mai 1942 in Brooklyn, New York City; † 15. Dezember 2020 in Tucson, Arizona) war ein italo-amerikanischer Mobster der US-amerikanischen La Cosa Nostra und Consigliere und Underboss der Mafia-Familie Lucchese.
Während seiner Berufsverbrecherkarriere wurde er von US-amerikanischen Ermittlungsbehörden als „mordsüchtiger Wahnsinniger“ (homicidal maniac) charakterisiert. In Interviews und vor Gericht gestand er seine Beteiligung an der Ermordung der Gangster Frank DeCicco, Roy DeMeo und Vladimir Reznikov. Casso gab zu, mehrmals versucht zu haben, den Boss der Gambinos John Gotti ermorden zu lassen.
Nach seiner Festnahme 1993 wurde Casso ein Pentito und sagte als Kronzeuge gegen seine ehemalige Familie aus. Damit wurde er ein wesentlicher Faktor in der Bekämpfung der Lucchese-Familie. 1998 wurde er aus dem Zeugenschutzprogramm entfernt. Die Behörden nahmen ihm das Privileg der Straffreiheit und klagten ihn wegen diverser Delikte an. Anthony Casso verbüßte eine Haftstrafe von 13-mal lebenslang plus 455 Jahre in einem Bundesgefängnis.
Er starb dort am 15. Dezember 2020 im Alter von 78 Jahren nach einer COVID-19-Erkrankung.
Cassos Leben wurde in der Biografie Gaspipe: Confessions of a Mafia Boss (2008) von Philip Carlo beschrieben.

## Frühe Jahre
Casso wurde in South Brooklyn als jüngstes von drei Kindern geboren. Seine Eltern waren die italienischstämmigen Michael und Margaret Casso (geborene Cucceullo). Deren Eltern waren um 1890 herum aus der italienischen Gegend Kampanien eingewandert. Cassos Patenonkel war Salvatore Callinbrano, ein Vollmitglied der Mafia und Caporegime in der Genovese-Familie, der starken Einfluss in den Brooklyner Docks hatte. Casso verließ die Schule mit 16 und schloss sich der Jugendbande „South Brooklyn Boys“ an. Er trainierte den Umgang mit der Schusswaffe und arbeitete als Geldeintreiber. Der Capo „Christie Tick“ Furnari der Lucchese-Familie wurde auf ihn aufmerksam und sein Mentor. Casso begann seine Mafiakarriere mit Drogenhandel, Glücksspiel und als Geldeintreiber. 1961 wurde er wegen versuchten Mordes festgenommen, aber das vermeintliche Opfer sagte nicht gegen ihn aus.

## Aufstieg
1974 wurde Casso, 32-jährig, zum made man gemacht. Das heißt, er wurde Vollmitglied der Lucchese-Familie. Casso gehörte von da an der Crew um Capo Vincent „Vinnie Beans“ Foceri an, die zwischen der 116th Street in Manhattan und der Fourteenth Avenue in Brooklyn tätig war.
Schon bald entwickelte er eine enge Beziehung zu Victor Amuso, der innerhalb der Familie Karriere machte. Casso war in verschiedenste Verbrechen involviert: Drogenhandel, Einbruch und Ermordung von Informanten. Als Furnari zum Consigliere der Luccheses wurde, bat er Casso, dessen alte Crew zu übernehmen. Casso wurde außerdem zur „rechten Hand“ Amusos.
Innerhalb der Gambino-Familie schwelte seit mehreren Jahren ein Machtkampf und der Capo Gotti plante die Ermordung seines eigenen Bosses. Dies war insofern gefährlich, als die Commission, der oberste Exekutivrat der US-amerikanischen Mafia, die Ermordung eines Bosses als einen Verstoß gegen die eigenen Regeln ansah.
Ende 1985, kurz bevor John Gotti seinen eigenen Boss Paul Castellano ermordete, wurde Casso von Frank DeCicco (Gottis Mitarbeiter) über den bevorstehenden Anschlag informiert. Casso warnte DeCicco und sagte ihm, dass jeder, der in diesen Anschlag verwickelt sei, ermordet werde. Casso sagte seinem Biographen Philip Carlo später,

“What John Gotti did was the beginning of the end of our thing.”

„Was Gotti machte, war der Anfang vom Ende „unserer Sache“ ([it. Cosa Nostra])“

Am 16. Dezember 1985 ließ Gotti Paul Castellano und dessen Underboss Thomas Bilotti ermorden und sich zum neuen Boss ernennen. Die Lucchese-Familie und die Genovese-Familie wollten Gottis Regelverstoß mit dem Tode bestrafen. Casso und Amuso sollten das Urteil vollstrecken, allerdings kam bei einem versuchten Bombenattentat auf Gotti nur dessen Stellvertreter Frank DeCicco ums Leben.
Im Herbst 1986 fürchtete Anthony Corallo, der Boss der Luccheses, dass der große Mafia-Prozess (Mafia Commission Trial) die ganze Führungsriege der Luccheses hinter Gitter bringen könnte. Er schlug Casso als seinen Nachfolger vor. Dieser lehnte jedoch ab und bat, Amuso im Falle einer Verurteilung das Führungsamt übernehmen zu lassen.
1987 wurde Amuso Befehlshaber (acting boss) der Familie, Casso wurde sein Consigliere. Amuso trat nach außen hin – insbesondere in Sitzungen der Commission als Boss auf – während sich Casso im Wesentlichen um die Leitung der Familie kümmerte.
Casso pflegte einen verschwenderischen Lebensstil. Er bekam Anteile an allen Geschäften, die die Familienmitglieder machten, presste Geld aus Unternehmen auf Long Island, verdiente an illegalem Glücksspiel und wurde  gelegentlich an Verbrechen der Colombo-Familie beteiligt.
Casso erlaubte dem griechischstämmigen Gangster George Kalikatas in Astoria, Queens tätig zu werden und wurde an dessen Geschäft beteiligt.
Anthony Casso hatte eine enge Geschäftsbeziehung mit dem ukrainischen Gangster-Boss Marat Balagula, der Casso an Gewinnen beteiligte und dafür Schutz bekam. Als der Konkurrent Balagulas, der Russe Vladimir Reznikov diesen bedrohte, ließ Casso ihn 1986 ermorden.
Im Juli 1991 wurde Amuso aufgrund eines Hinweises eines Informanten verhaftet. Casso hielt damit de facto die Befehlsgewalt über der Familie in den Händen.
In den folgenden Jahren soll Casso die Ermordung von elf Menschen befehligt haben. Vergeblich soll er versucht haben, die Ermordung John Gottis und Stephen „Wonderboy“ Creas zu betreiben. 1993 wurde er dann verhaftet.

## Pentito
Casso wurde im Metropolitan Correctional Center, New York City gefangengehalten, plante seine Flucht, wurde allerdings von Amuso aus der Familie ausgeschlossen. Er ging deshalb auf einen Deal mit der Staatsanwaltschaft ein und wurde ein Pentito.
Casso outete zwei New Yorker Polizisten – Louis Eppolito und Stephen Caracappa – welche für die Lucchese-Familie arbeiteten bzw. gearbeitet hatten. Er selbst habe die beiden mit elf Morden beauftragt, wovon acht ausgeführt worden seien. Caracappa und Eppolito hätten Casso darüber hinaus auch die Namen von Polizeiinformanten verraten. Auf Grund der Aussage von Casso wurden Louis Eppolito und Stephen Caracappa zu lebenslangen Haftstrafen verurteilt. Als Casso auch den FBI-Agenten
Doug MacCane als Mafiazuarbeiter bezeichnete, wurde er von den Bundesbehörden aufgefordert darüber Stillschweigen zu bewahren.
Casso behauptete weiter, dem hochrangigen Gambino-Mitglied Sammy Gravano im Laufe von zwei Jahrzehnten, große Mengen Kokain, Heroin und Marihuana verkauft zu haben. Er beschuldigte Gravano, den Killer Richard Kuklinski auf den Polizisten Peter Calabro angesetzt zu haben. Auch hier wollten die Behörden nicht weiter ermitteln; später sollte Kuklinski diese Aussage von Casso bestätigen.
1997 wurden Casso aus dem Zeugenschutzprogramm entlassen, da ihm weitere Vergehen vorgeworfen wurden; wie Angriffe auf andere Häftlinge, Falschaussagen, versuchte Bestechung von Vollzugsbeamten. Casso wurde daraufhin zu dreizehnmal lebenslang plus 455 Jahre in einem Bundesgefängnis verurteilt. Casso befand sich seitdem im Supermax ADX Florence in Florence, Colorado.
2009 wurde bekannt, dass Casso vorübergehend im Federal Correctional Complex, Butner in North Carolina medizinisch behandelt wurde.

## Familie
Er heiratete Lillian Delduca, die wie er aus South Brooklyn stammte, am 4. Mai 1968. Sie hatten eine Tochter und einen Sohn. Lillian Casso starb im Februar 2005.

## Kulturelle Rezeption
- 2018: Im Kinofilm Gotti wird Casso von Andrew Fiscella verkörpert.